# Armia Boga (organizacja)

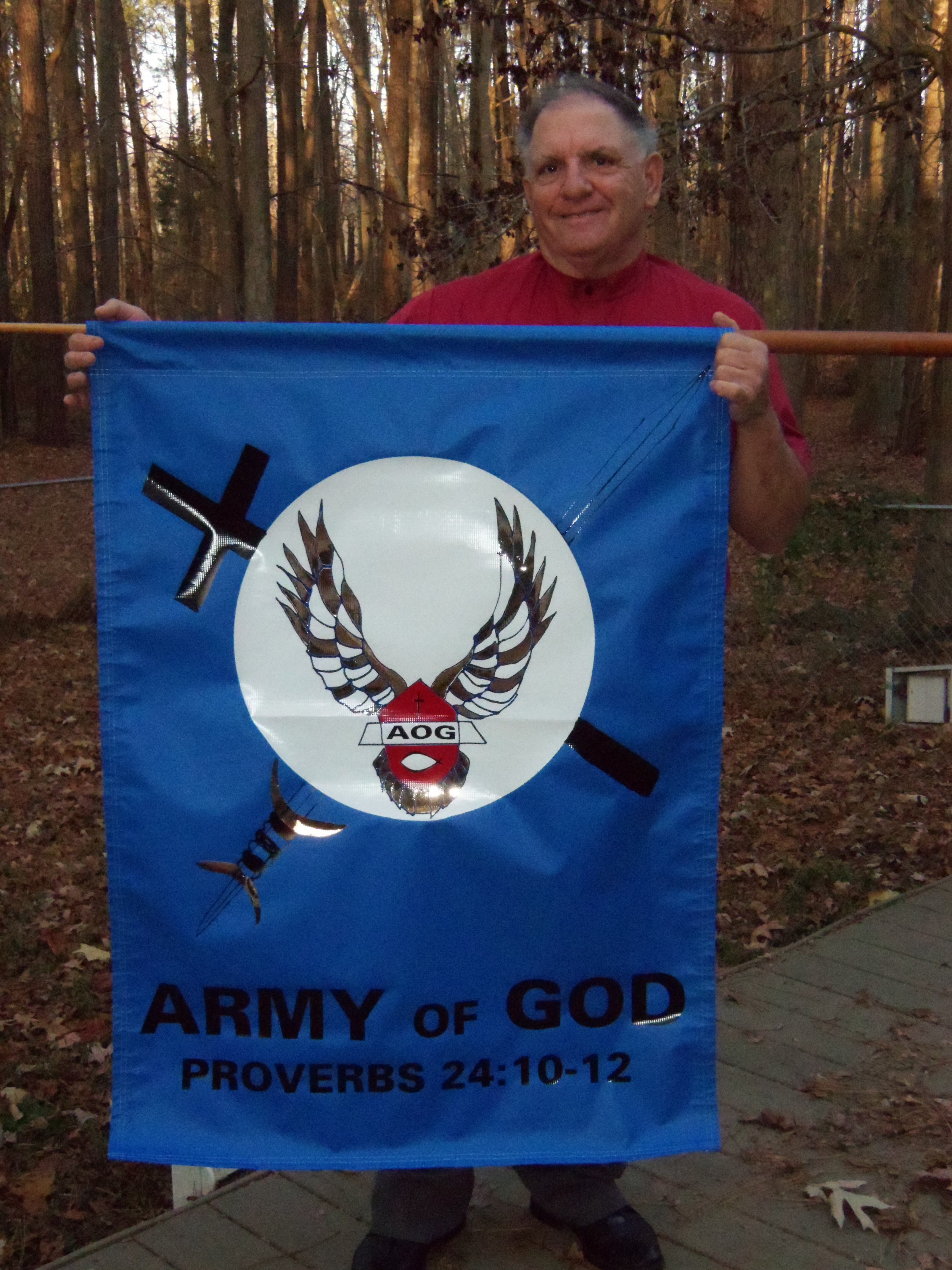
Donald Spitz trzyma baner organizacji „Armia Boga”

Armia Boga, ang. Army Of God – amerykańska chrześcijańska organizacja terrorystyczna, która dopuściła się przemocy antyaborcyjnej. Według bazy wiedzy o terroryzmie Departamentu Sprawiedliwości i Departamentu Bezpieczeństwa Krajowego USA, Armia Boga jest aktywną podziemną organizacją terrorystyczną w Stanach Zjednoczonych, która została utworzona w 1982. Poza licznymi przestępstwami przeciwko mieniu, grupa ta popełniła akty porwania, usiłowania zabójstwa i zabójstwa. Podzielając wspólną ideologię i taktykę, członkowie grupy twierdzą, że rzadko komunikują się ze sobą; jest to bardziej formalnie znane jako bezdowodzący opór. Organizacja zakazuje tym, którzy chcą "podjąć działania przeciwko aborcjonistom zabijającym dzieci", omawiania swoich planów z kimkolwiek wcześniej.

## Działalność
Najstarsze udokumentowane przypadki zaangażowania Armii Boga, w działalność antyaborcyjną, miały miejsce w 1982. Trzech mężczyzn stwierdzających, że byli "Armią Boga", porwali Hectora Zevallosa, lekarza, który przeprowadzał aborcje, i jego żonę, Rosalee Jean, i trzymali ich jako zakładników. Zakładnicy zostali później uwolnieni nietknięci po ośmiu dniach. Oddział wschodniego wybrzeża AOG przyznał się do odpowiedzialności, gdy trzech mężczyzn, w tym Michael Bray, podłożyło bomby w siedmiu klinikach aborcyjnych w Maryland, w Wirginii i Waszyngtonie w 1985.
W 1993 Shelly Shannon, bardzo aktywna członkini Armii Boga, została uznana za winną usiłowania zabójstwa dr. George'a Tillera i skazana na jedenaście lat więzienia. George Tiller został później zamordowany w 2009 przez Scotta Roedera podczas niedzielnego nabożeństwa w kościele. Roeder bardzo podziwiał Shannon i wielokrotnie ją odwiedzał, gdy była w więzieniu. Paul Jennings Hill został uznany winnym zabójstwa zarówno dr Johna Brittona, jak i eskorty klinicznej Jamesa Barretta. AOG przyznało się do odpowiedzialności za zamachy bombowe przeprowadzone przez Erica Roberta Rudolpha w 1997 w klinikach aborcyjnych w Atlancie i Birmingham oraz w barze dla lesbijek w Atlancie. Grupa jest również odpowiedzialna za wysłanie listu z groźbą śmierci do byłego sędziego Sądu Najwyższego Henry'ego Blackmuna, który napisał opinię większości w sprawie Roe przeciwko Wade'owi.
Clayton Waagner, twierdzący, że działa po stronie "Virginia Dare Chapter" AOG, wysłał w 2001 ponad 500 listów zawierających biały proszek do 280 aborterów. W listach tych twierdzono, że proszek ten był wąglikiem. Chociaż nie został on zidentyfikowany jako taki, taktyka ta wykorzystała strach społeczeństwa przed wojną biologiczną po ostatnich prawdziwych atakach wąglika. Waagner jest znanym przestępcą, który w swojej kryminalnej historii wykorzystywał szereg pseudonimów, aby wymknąć się policji. Wysłanie listów podejrzanych o wypełnienie wąglika nastąpiło po tym, jak uciekł z więzienia Dewitt County w Clinton w stanie Illinois, gdzie był przetrzymywany przed skazaniem go za wcześniej popełnione przestępstwa.
Grupa ta jest również związana z szeregiem innych zamachów bombowych w klinikach aborcyjnych, podpaleń i zabójstw. Niektórzy z odpowiedzialnych twierdzili, że są powiązani z AOG; w innych przypadkach, podczas gdy zabójcy nie wyrazili żadnego związku z grupą, AOG poparła ich działania i podjęła ich sprawę, stwierdzając, że wszelkie działania, które zapobiegają aborcji są uzasadnione. Hill był szefem prekursorskiej organizacji pod nazwą Akcja Obronna, która na początku lat 90. wydała podpisane oświadczenia do członków Kongresu wyrażające podobne odczucia o "zabijaniu zabójców".
Według Globalnej Bazy Danych o Terroryzmie, grupie tej udało się oficjalnie popełnić tylko jedną zbrodnię morderstwa – zabójstwa policjanta Roberta Sandersona, podczas ataku na klinikę aborcyjną w Birmingham w Alabamie w 1998. Jednak poszczególni członkowie grupy byli znanymi i skazanymi zabójcami. Należy do nich Paul Hill, który nie tylko sam dopuścił się strzelania do osób dokonujących aborcji, ale nawet posunął się do tego, że pojawił się na "Nocnej Linii ABC", aby uzasadnić strzelaninę dokonaną przez innych antyaborcjonistów.

## Podręcznik Armii Boga
Podręcznik Armii Boga jest anonimowym dokumentem napisanym i szeroko popieranym przez antyaborcyjnych członków Armii Boga. Według strony internetowej Armii Boga, podręcznik "nie może być interpretowany jako sankcjonujący jakąkolwiek grupę lub jednostkę do wykonania jakiegokolwiek działania".
Podręcznik, w ośmiu rozdziałach i różnych dodatkach, zagłębia się w różne filary ich ideologii i jest zasadniczo mapą drogową na temat sposobów popełniania przemocy wobec klinik aborcyjnych, świadczeniodawców usług aborcyjnych i osób związanych z aborcją. Części książki, w szczególności załączniki do rozdziałów czwartego, piątego i szóstego, nie są dostępne publicznie na stronie internetowej grupy ze względu na prawa federalne w Stanach Zjednoczonych. Jest ona obecnie w trzecim wydaniu i jest określana przez grupę jako dokument historyczny.
Podręcznik jest dostępny prawie w całości na stronie internetowej grupy, która wcześniej była prowadzona przez Donalda Spitza. Spitz nie ma historii działalności przestępczej, ale historycznie wykorzystywał stronę internetową do publikowania krótkich biogramów na temat członków grupy o wysokim profilu, publikowania propagandy antyaborcyjnej, umieszczania zdjęć tego, co twierdzi się, że jest krwawym nienarodzonym płodem, który został poroniony i wykorzystuje stronę internetową jako środek do usprawiedliwiania działań grupy i zachęcania innych do wspierania Armii Boga i tego, za czym się opowiadają.

## Film dokumentalny
Ruch AOG, wraz z wybranymi naśladowcami, występuje w filmie dokumentalnym produkcji HBO - Soldiers in the Army of God (2000), wyreżyserowanym przez Marca Levina i Daphne Pinkerson, w ramach cyklu HBO's America Undercover.